# Оперативная рабочая группа по стратегическим коммуникациям
Оперативная рабочая группа по стратегическим коммуникациям (англ. East StratCom Task Force) — экспертная группа, созданная Европейской службой внешнеполитической деятельности (ЕСВД), чтобы «противостоять продолжающимся дезинформационным кампаниям со стороны России».

## Деятельность
Служба призвана оказывать поддержку делегациям Европейского союза в Азербайджане, Армении, Беларуси, Грузии, Молдове, России и на Украине. Во главе службы с августа 2015 года стоит британский дипломат Джайлз Портмен (англ. Giles Portman). По данным издания Politico, в состав группы входят четыре штатных сотрудника ЕСВД и пять экспертов в области коммуникаций и русистики, делегированных правительствами стран: Великобритания, Дания, Латвия, Чехия и Эстония; с группой сотрудничает около 400 журналистов и экспертов из её целевых стран.
Флагманский проект группы — EUvsDisinfo, база данных статей с ложной, искажённой или частично верной информацией и публикующих их изданий. В период с ноября 2015 года по август 2019 года группа идентифицировала более 6000 случаев дезинформации. Группа выпускает еженедельный бюллетень «Обзор дезинформации» и редактирует официальный русскоязычный сайт ЕСВД.

## История
Группа была создана в апреле 2015 года на основании принятого на встрече Европейского союза 19-20 марта 2015 года решения о необходимости «противостоять продолжающимся дезинформационным кампаниям со стороны России».
В марте 2018 года нижняя палата парламента Нидерландов призвала упразднить рабочую группу, после того как та обозначила ряд материалов голландских СМИ как дезинформацию. Соответствующие материалы были убраны с портала рабочей группы, после того как три нидерландских СМИ обратились в суд. 13 марта 2018 года все три нидерландских СМИ отозвали свои иски.
В апреле 2018 года ПАСЕ повторно выразила поддержку решению о создании группы.

## Оценки деятельности
Датский специалист по глобальной безопасности Флемминг Сплидсбул Хансен (нидерл. Flemming Splidsboel Hansen) заявил, что группа, «возможно, наиболее узнаваемая и наиболее критикуемая антидезинформационная организация, созданная для противодействия российской дезинформации».
Белорусский политолог, профессор Иван Котляр охарактеризовал группу как инструмент для противодействия российской кампании по дезинформации.
Британский эксперт по вопросам безопасности Кир Джилс назвал группу «критически важным объектом, имеющим высокий уровень доверия у экспертов».